# Комиссаров, Максим Андреевич
Максим Владимирович Комиссаров (24 декабря 1972) — казахстанский хоккеист, нападающий сборной Казахстана.

## Биография
Воспитанник усть-каменогорского хоккея.
В сезоне 1991/92 года в чемпионате СССР провел 6 игр и забил 1 шайбу. В топ-дивизионе чемпионата России в Усть-Каменогорске и Новосибирске провел 171 игру, набрав 34+13 очков. В 401 игре в высшей лиге отметился 75 шайбами и 83 передачами.
В чемпионате Казахстана выходил на лед 184 раза, забил 44 шайбы и сделал 44 передачи.
На чемпионатах мира выступал в 1993, 1994, 1996 (дивизион С), 1997, 1998, 2000 (дивизион В), 2002, 2003, 2007 (1 дивизион мирового хоккея).
Участник зимней Олимпиады 1998 года.

## Достижения
- — 3 место на чемпионате мира по хоккею (дивизион С) — 1993
- — 1 место на чемпионате мира по хоккею (дивизион С) — 1996
- — 2 место на чемпионате мира по хоккею (дивизион В) — 1997, 2000
- — 3 место на чемпионате мира по хоккею (1 дивизион) — 2002, 2007
- — 1 место на чемпионате мира по хоккею (1 дивизион) — 2003
- — чемпион Казахстана — 2004, 2005, 2007